# Antal Mally
Antal Mally (maďarsky Mally Antal; 21. září 1890 Budapešť – 1958) byl maďarský fotbalista (pravé křídlo) a trenér. Byl uváděn také jako Antal Maly, Antal Mali nebo Anton Malý.

## Hráčská kariéra
V maďarské lize hrál za budapešťský klub TTC (Terézvárosi TC, do roku 1909 jako Fővárosi TC). V 98 prvoligových zápasech vstřelil 13 branek.

### Prvoligová bilance
| Ročník          | Zápasy | Góly | Minuty | Klub        |
| --------------- | ------ | ---- | ------ | ----------- |
| I. liga 1908/09 | 6      | 2    | –      | Fővárosi TC |
| I. liga 1910/11 | 15     | 4    | –      | TTC         |
| I. liga 1911/12 | 7      | 1    | –      | TTC         |
| I. liga 1912/13 | 1      | 0    | –      | TTC         |
| I. liga 1918/19 | 3      | 0    | –      | TTC         |
| I. liga 1919/20 | 23     | 2    | –      | TTC         |
| I. liga 1920/21 | 22     | 1    | –      | TTC         |
| I. liga 1921/22 | 21     | 3    | –      | TTC         |
| CELKEM I. LIGA  | 98     | 13   | –      |             |

## Trenérská kariéra
Po skončení hráčské kariéry se stal trenérem. Ve dvou obdobích vedl reprezentaci Estonska (1927 a 1935), Tallinna VS Sport (mistr Estonska 1927), dále trénoval v italských klubech US Triestina (Terst), AC Venezia (Benátky), Lanciano Calcio, SS Catania, US Gladiator a Siracusa Calcio. V roce 1935 se vrátil k estonské reprezentaci a v estonské lize dovedl mužstvo Tallinna JK ke třetímu místu. V roce 1939 se s belgickým klubem Lierse SK umístil na 3. příčce v belgické lize.
V československé lize vedl mužstvo ŠK/Sloveny Žilina na jaře 1947, na podzim 1948 a v ročníku 1949. Trénoval také v Považské Bystrici a Rimavské Sobotě.